# Hans-Jürgen Iskraut
Hans-Jürgen Iskraut (* 2. August 1931 in Berlin; † 11. August 2016) war ein deutscher Organist und Komponist, war tätig in Michendorf. Später war er bis zu seinem Eintritt in den Ruhestand Kantor an der Erlöserkirche in Berlin-Lichtenberg. Er lebte in Berlin. Ihm wurde der Titel Kirchenmusikdirektor verliehen.
Hans-Jürgen Iskraut komponierte u. a. Musik für Theateraufführungen.

## Werke
- Die Weihnachtsgeschichte. Vertonung des Weihnachtsevangeliums Lukas 2,1–20, einstimmiger Kinderchor, Tasteninstrument. Verlag Merseburger, Kassel
- Die Epiphaniasgeschichte. Vertonung Matthäus 2,1 –23, Solisten und Chor a cappella.